# 文美惠
文美惠（1931年—），湖北武汉人，毕业于北京大学西语系，中国民主同盟成员，中国大陆女性翻译家。文美惠主要翻译英国小说家罗德亚德·吉卜林的作品。

## 生平
1931年，文美惠出生在湖北省武汉市，父亲是一名中华民国国民政府地方小官员。文美惠早年在重庆的南开中学读书。1953年，文美惠毕业于北京大学西语系，当时的教师是朱光潜、卞之琳、冯至等。毕业后先后在中国人民大学、中国科学院社会科学部（现中国社会科学院）等地工作。
1956年，文美惠开始发表作品。1966年，毛泽东发动文化大革命，文美惠下放到延庆县劳动改造。文革之后，文美惠一直在中国社会科学院工作。1979年，文美惠加入中国作家协会。1999年，文美惠患了眼疾，之后就无法正常进行翻译工作。

## 家庭
文美惠丈夫林洪亮，波兰文学翻译家。

## 作品
- 《老虎！老虎！》（罗德亚德·吉卜林）
- 《丛林故事》（罗德亚德·吉卜林）[4]
- 《狐》（大卫·赫伯特·劳伦斯）
- 《高原的寡妇》（司各特）
- 《野兽的烙印》
- 《美妇人》
- 《花衣吹笛人》
- 《爱与恨的抉择》

## 奖项
- 2004年，中国翻译协会“资深翻译家”荣誉称号。[1]